# Саво Костадиновски
Саво Костадиновски (Горње Ботушје, 30. мај 1950) је македонски књижевник и преводилац, који живи и ради у Немачкој. Пише поезију и прозу, за децу, омладину и одрасле, на македонском и немачком, а дела су му објављена и на српском и румунском језику.

## Биографија
Родно село му је Горње Ботушје, које се налази у близини Македонског Брода, у данашњој Северној Македонији. У њему и Гостивару је ишао у основну школу. После катастрофалног земљотреса у Скопљу 1963, живео је у Београду, Славонском Броду, Загребу и на другим местима у тадашњој Југославији. Од 1971. живи и ради у Немачкој – након Минхена, Вирцбурга и Франкфурта на Мајни од 1973. у Келну. Дописно је завршио средњу машинско-техничку школу при Радничком универзитету „Нови Београд”, а у Келну је стекао звање техничког инжењера трећег степена.
Објавио је више књига песама, кратких прича, есеја, превода и журналистичких текстова. Његова дела су публикована на неколико језика и заступљена у бројним антологијама, а поезија и проза за децу у школским уџбеницима у Северној Македонији.
Добитник је многих награда и похвала, међу којима је и „Иселеничка грамота” Матице исељеника Македоније 1993, у оквиру „Струшких вечера поезије”, и „Благодарницу за иселеникот” македонске Агенције за исељеништво 2020. Вођен путописним поривом путовао је кроз Европу, Северну Америку, Аустралију, Индију, Тибет, Кину и Сенегал.
У библиотеци Дома културе у Македонском Броду постоји његов легат, у којем се налази преко хиљаду књига различитих македонских аутора, које је донирао.
Увршћен је у „Енциклопедију националне дијаспоре”, коју уређује Иван Калаузовић Иванус.
Саво Костадиновски је члан Друштва македонских писаца, Удружења књижевника Немачке, Удружења књижевних преводилаца Македоније и Удружења новинара Македоније.

### Књиге песама за децу и омладину
- Лето у родном крају (Детска радост, Скопље, 1980)[10]
- Чежње (Дом културе „Кочо Рацин”, Скопље, 1989)
- Деца света (Дом културе „Кочо Рацин”, Скопље, 1990)
- Кавез без птица – Од Ботушја до Келна (Печалбарски денови, Вевчани, 1990)
- Песме – десет књига у једној (Културно-просветна заједница Скопља, 1991)
- Песме из Ботушја – избор (Дом културе „Кочо Рацин”, Скопље, 1992)
- Песме – десет књига у једној (Културно-просветна заједница Скопља, 1993)
- Поречје (Мисла, Скопље, 1995)
- Хиљаду и једна носталгија – избор (Детска радост, Скопље, 2001)
- Заједно са Филипом (Антолог, Скопље, 2013)
- Разговори са Бети (Антолог, Скопље, 2013)
- Стиховане године (Антолог, Скопље, 2013)
- Вечни глас – избор (Антолог, Скопље, 2014)
- Писма Филипу (Антолог, Скопље, 2014)
- На одмору код Филипа (Антолог, Скопље, 2014)
- Увек са Филипом (Антолог, Скопље, 2014)
- Филип је прваче (Антолог, Скопље, 2014)
- Како је Филип научио азбуку (Антолог, Скопље, 2014)
- Бисери за Бисеру (Антолог, Скопље, 2014)
- Записи из Америке (Антолог, Скопље, 2015)
- Блиске песме у далекој Аустралији (Антолог, Скопље, 2015)
- Европа у стиховима (Антолог, Скопље, 2015)
- Поречје (Антолог, Скопље, 2015)
- Од Ботушја до Париза (Антолог, Скопље, 2015)
- Без родног краја (Антолог, Скопље, 2016)
- Келн и ја (Антолог, Скопље, 2016)
- Са отаџбином (Антолог, Скопље, 2016)
- Из живота по Европи (Антолог, Скопље, 2016)
- Македонске знаменитости (Антолог, Скопље, 2016)

### Књиге прича за децу и омладину
- Родни крај са срцем (Македонска реч, Скопље, 2005)
- Родни крај са срцем (Антолог, Скопље, 2016)
- Geburtsende mit Herz – превод на немачки (Literatur-Atelier, Бон, 2016)
- Бисера и Филип (Антолог, Скопље, 2016)
- Bisera und Filip – превод на немачки (Literatur-Atelier, Бон, 2016)

### Књиге за одрасле
- Поезија о поезији – двојезично, на македонском и румунском (Букурешт, 2002)
- Поезија о поезији – двојезично, на македонском и немачком (Матица македонска, Скопље, 2012)
- Три века, биографски роман (Македонска реч, Скопље, 2005)[11]
- Поезија у животу песника – двојезично, на македонском и немачком (Македоника литера, Скопље, 2013)[12]
- Љубав још живи – заједничка збирка са Терезом Ројбер, на немачком (Македоника литера, Скопље, 2014)
- Живот за Ботушје – двојезично, на македонском и немачком (Македоника литера, Скопље, 2014)
- Песме из Келна – двојезично, на македонском и немачком (Македоника литера, Скопље, 2014)
- Поезија о поезији – превод на српски (Банатски културни центар, Ново Милошево, 2015)
- Историја ратова – двојезично, на македонском и немачком (Македоника литера, Скопље, 2015)[13]
- Три века, биографски роман – друго, допуњено издање (Македоника литера, Скопље, 2016)[14]
- Drei Zeitalter, биографски роман – превод на немачки (Literatur-Atelier, Бон, 2016)
- Испод добре воде, монографија о родном Горњем Ботушју (Антолог, Скопље, 2016)